# Euborellia eteronoma
Euborellia eteronoma är en tvestjärtart som först beskrevs av Borelli 1909.  Euborellia eteronoma ingår i släktet Euborellia och familjen Carcinophoridae. Inga underarter finns listade i Catalogue of Life.